# Государственный каталог Музейного фонда Российской Федерации
Государственный каталог Музейного фонда Российской Федерации — регулярно обновляющаяся, единственная в РФ электронная база данных, содержащая основные сведения о каждом музейном предмете и каждой музейной коллекции, включенных в состав Музейного фонда Российской Федерации, объединяющего все государственные музеи РФ.

## Характеристика
Структурное подразделение Департамента музеев и внешних связей Министерства культуры Российской Федерации.
Создан на основе Федерального закона «О Музейном фонде Российской Федерации и музеях в Российской Федерации» (26 мая 1996 года № 54-ФЗ) и Постановления Правительства РФ от 12.02.1998 N 179 (ред. от 08.05.2002 № 302) "Об утверждении Положений о Музейном фонде Российской Федерации, о Государственном каталоге Музейного фонда Российской Федерации, о лицензировании деятельности музеев в Российской Федерации".
На данный момент (2022) Госкаталог является основным источником информации о характере фондов и конкретных предметов большинства музеев РФ.
Центральная задача Госкаталога — формирование единого информационного ресурса основных сведений о музейных предметах и музейных коллекциях, хранящихся во всех музеях Российской Федерации и создание механизмов свободного и эффективного доступа граждан к информации о культурном наследии, предоставления широкого спектра информационных услуг на базе современных телекоммуникационных технологий.
На октябрь 2024 года в базе Госкаталога музейного фонда РФ зарегистрировано 3721 музея; музейных предметов — 47 095 068 экспонатов (на январь 2023 года: 870 музеев; музейных предметов — 34 858 933).